# Paproć Duża
Paproć Duża (niem. Groß Königshuld; Königshuld) – wieś w Polsce położona w województwie podlaskim, w powiecie zambrowskim, w gminie Szumowo.
Wierni kościoła rzymskokatolickiego należą do parafii Wniebowzięcia Najświętszej Maryi Panny w Andrzejewie.

## Historia
Wieś założona w końcu XVIII wieku jako Königshuld przez osadników niemieckich, zaraz po wcieleniu tych ziem do Prus, po III rozbiorze Polski w 1795 r. W 1807 r. włączona do Księstwa Warszawskiego ustanowionego przez Napoleona, nigdy nie wróciła pod zarząd niemiecki. Miejscowość posadowiona na planie koła o średnicy około 300 metrów. Kościół w środku, a chałupy na zewnątrz po obwodzie. Z koła odchodzi promieniście osiem dróg do kolejnych osad (widać na zdjęciach satelitarnych dostępnych w internecie). Wieżę kościoła (w środku geometrycznym koła) widać z perspektywy każdej z dróg.
Do czasów wojny wieś zamieszkiwali osadnicy niemieccy, a w latach sześćdziesiątych rozebrano tu kościół ewangelicki, w którym 15 lipca 1899 Józef Piłsudski oraz Maria z Koplewskich Juszkiewiczowa wzięli ślub (wcześniej Józef Piłsudski przeszedł na luteranizm w Łomży).
Kościół odbudowano na początku lat 90. XX wieku. Bryłą nawiązuje do dawnego kościoła ewangelickiego, z odchodzącymi promieniście drogami do sąsiednich miejscowości.

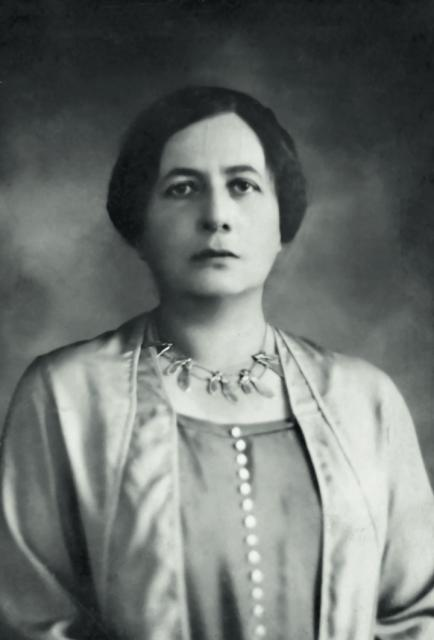
Maria Piłsudska z Koplewskich, primo voto Juszkiewiczowa
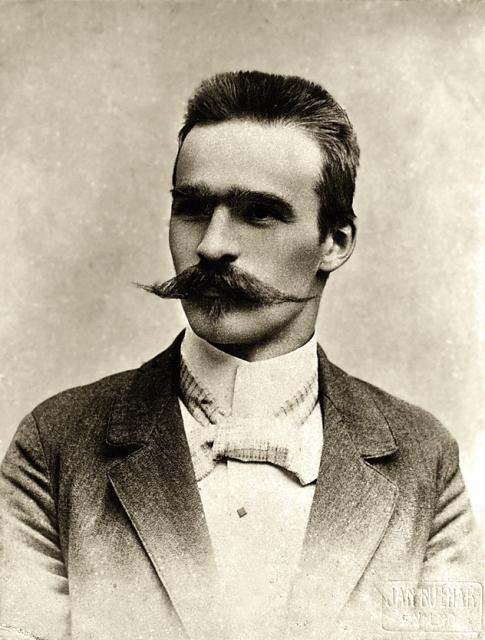
Józef Piłsudski, 1899

Za Królestwa Polskiego istniała gmina Paproć Duża.
W latach 1954–1959 wieś była siedzibą władz gromady Paproć Duża, po jej zniesieniu w gromadzie Srebrna. W latach 1975–1998 administracyjnie należała do województwa łomżyńskiego.

## Ślub konspiratorów
Do czasów wojny wieś zamieszkiwali osadnicy niemieccy. Jeszcze dzisiaj Paproć Duża odróżnia się od sąsiednich osad. Rozplanowano ją wzdłuż kilku ulic zbiegających się przy centralnym placu. W latach 60. XX wieku rozebrano stojący pośrodku osiedla kościół ewangelicki, w którym 15 lipca 1899 r. odbył się ślub Józefa Piłsudskiego z Marią z Koplewskich Juszkiewiczową. Aby upamiętnić to wydarzenie, budując w Paproci Dużej nowy kościół parafialny (rzymskokatolicki), nadano mu wygląd pierwotnej świątyni ewangelickiej.

## Mogiła zbiorowa
Usytuowana jest za wsią, po prawej stronie drogi prowadzącej do miejscowości Srebrna. Ma formę kurhanu, na którego szczycie ustawiono wysoki krzyż drewniany. Za metalowym ogrodzeniem umieszczono granitową tablicę z napisem:

MATKO POLSKO – OTO GRÓB SYNÓW TWOICH • ŻOŁNIERZY OCHOTNIKÓW 201-GO PUŁKU PIECHOTY • BOHATERSKO OSŁANIAJĄCYCH TYŁY ARMII POLSKIEJ • PODCZAS NAWAŁY BOLSZEWICKIEJ W 1920 r. • POLEGŁYCH NA POLACH PAPROCI DUŻEJ • I PĘCHRATKI 4 SIERPNIA 1920 r. •• CZEŚĆ ICH PAMIĘCI •• W 70 – ROCZNICĘ • MIESZKAŃCY GMINY SZUMOWO

Żołnierzy poległych w rejonie Paproci Dużej i Pęchratki pochowano w większości na cmentarzu parafialnym w pobliskim Szumowie.

## Kościół i jego historia
W Paproci Dużej znajduje się rzymskokatolicki kościół filialny, murowany pw. Miłosierdzia Bożego zbudowany w latach 1994–1998 staraniem ks. prob. J. Mierzejewskiego. Autorami projektu restytucji kościoła są architekci Barbara Miron-Kaczyńska i Janusz Kaczyński przy współudziale konstruktora Jerzego Firańczyka. Projekt wykonany w latach 1991–1992 przez Edwarda Czartoryskiego. Inspiracją formalną była jedyna zachowana fotografia rozebranego w latach sześćdziesiątych XX wieku murowanego, historycznego kościoła ewangelickiego. Istotne były też przekazy i opisy ustne mieszkańców pamiętających świątynię, czas jej rozbiórki i sprzedaży cegły. Nowy kościół został zaprojektowany i zbudowany z dostosowaniem do funkcji świątyni obrządku rzymskokatolickiego. W świątyni wiszą rysowane pastelami stacje Męki Pańskiej autorstwa architekta Krzysztofa Sarny. W postaciach na kilku stacjach można się doszukać także twarzy i sylwetki architekta świątyni.